# Hage
Hage egy község Németországban, az Aurichi járásban. Lakosainak száma 6534 fő (2023. december 31.).

## Népessége
| Lakosok száma | 6254 | 6291 | 6310 | 6383 | 6424 | 6534 |
|               | 2016 | 2017 | 2019 | 2021 | 2022 | 2023 |